# Trupanea andobana
Trupanea andobana är en tvåvingeart som beskrevs av Munro 1964. Trupanea andobana ingår i släktet Trupanea och familjen borrflugor.
Artens utbredningsområde är Madagaskar. Inga underarter finns listade i Catalogue of Life.